# Medicago sativa

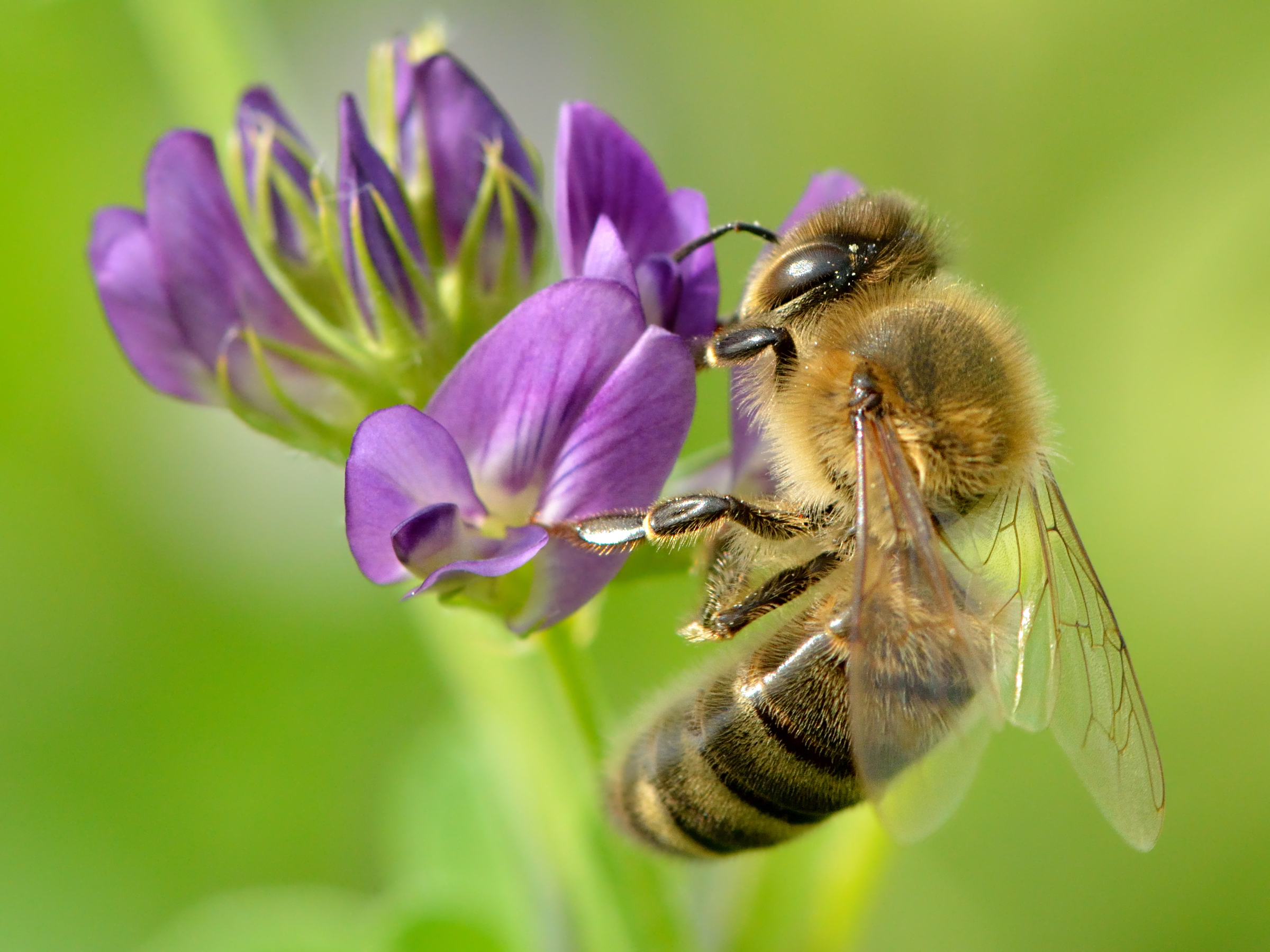
Fiore di M. sativa visitato da un'ape

L'erba medica (Medicago sativa L., 1753) detta anche erba Spagna, o alfalfa (dall'arabo al-fáṣfaṣa "foraggio"), è una pianta erbacea appartenente alla famiglia delle Fabaceae (o Leguminose).
Originaria dell'Asia sud-occidentale, è diffusa in tutta Italia come alloctona naturalizzata.
È coltivata come importante coltura foraggera in molti paesi del mondo. Viene utilizzato in pascolo, come fieno e insilato, nonché per il sovescio e seminata per l'inerbimento.

## Etimologia
Il nome "erba medica" (già in latino medica e in greco μηδική = mediké) deriva dalla Media (Persia), di cui era considerata originaria: "erba medica" significa dunque "erba della Media".
Il nome specifico, sativa, è un aggettivo latino che significa "atto a essere coltivato."

## Descrizione

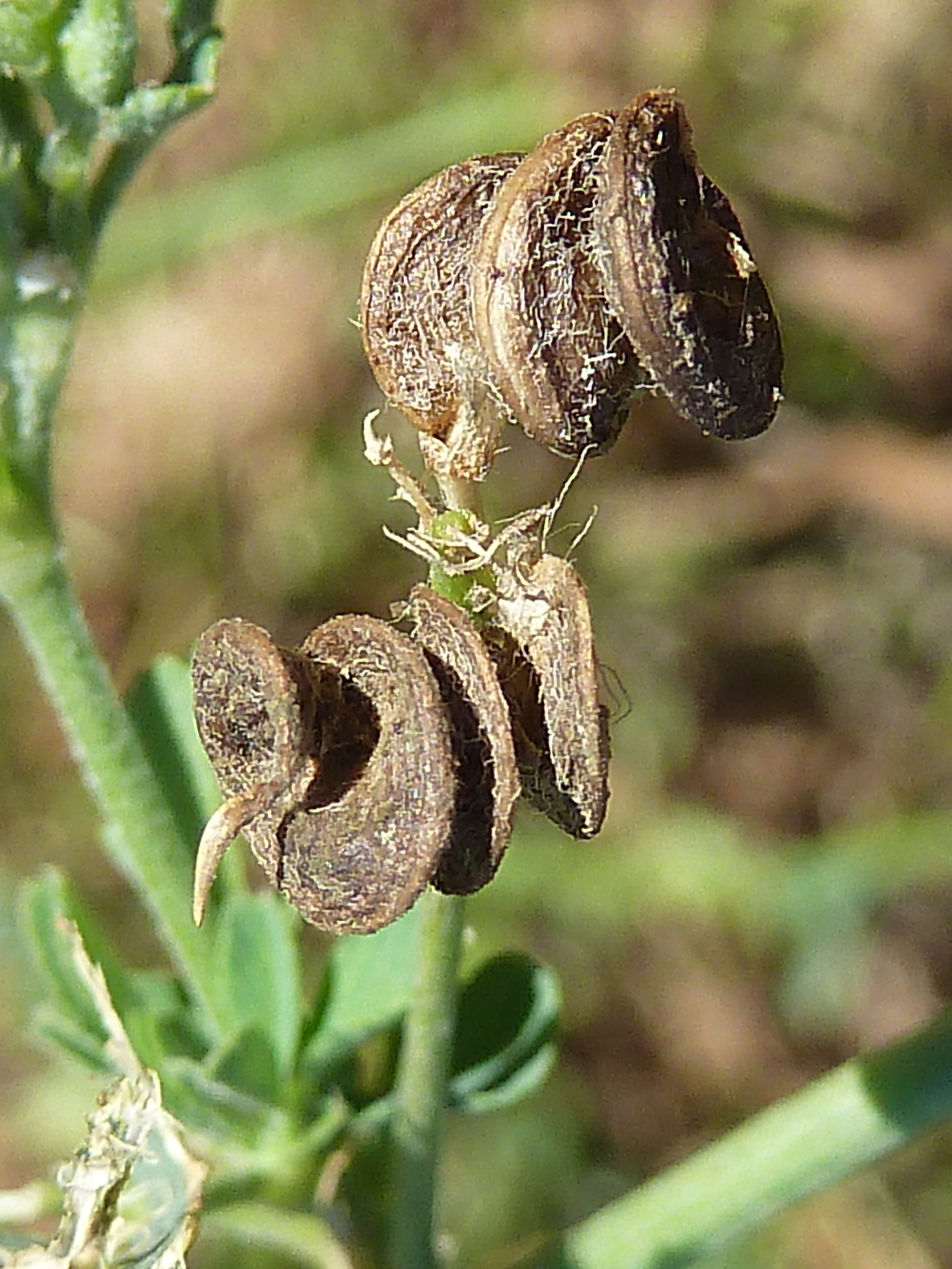
Frutti (legumi spiralati) di Medicago sativa

M. sativa è una pianta perenne, con apparato radicale fittonante che può arrivare anche a una lunghezza di 3–5 m; presenta una corona basale da cui si originano steli più o meno eretti che possono raggiungere il metro di altezza, cavi all'interno.

Le foglie sono trifogliate e si distinguono da quelle dei trifogli in quanto la foglia centrale non è sessile ma picciolata.
L'infiorescenza è costituita da un racemo di fiori zigomorfi di colore viola-azzurro.
I frutti sono dei legumi spiralati contenenti 2-6 semi. I semi sono molto piccoli (100 semi pesano 0,2 g).

## Coltivazione
L'erba medica è ampiamente coltivata in tutto il mondo come foraggio per il bestiame e viene spesso raccolta come fieno, ma può anche essere trasformata in insilato, pascolata o alimentata come trito verde. L'erba medica ha il più alto valore nutritivo tra tutte le comuni colture da fieno.
Quando coltivata su terreni in cui è ben adattata, l'erba medica è spesso la pianta foraggera con il rendimento più elevato, ma il suo vantaggio principale è la combinazione di un'elevata resa per ettaro e un'elevata qualità nutrizionale.
La pianta rifugge i terreni acidi, producendo su terreni ricchi di calcio freschi e profondi. Il medicaio è un prato poliennale che è in grado di fornire anche diversi tagli in un anno.
L'erba medica, anche in ragione della sua provenienza da regioni aride, soffre degli eccessi di umidità durante il periodo vegetativo, mentre tollera bene l'umidità durante il riposo: dal che ne consegue che se viene coltivata in zone ad elevata piovosità estiva un ottimo sgrondo del terreno si rende necessario. D'altra parte, di converso, l'apparato radicale fittonante dell'erba medica permette a questa pianta di soffrire solo raramente di stress idrici, dato che è in grado di accedere anche a riserve d'acqua profonde.
Come per molte leguminose da prato, parte delle riserve di carboidrati dell'erba medica non sono localizzate in posizione ipogea (radici) ma epigea (colletto) per cui nei casi in cui venga sfalciata è importante non procedere a tagli troppo bassi.
Il periodo migliore per raccogliere la medica è nel pieno della fioritura. Tagli precedenti forniscono foraggio di qualità migliore, ma riducono la capacità dell'erba di riprendersi dello stress del taglio: infatti la medica comincia ad accumulare riserve nelle radici solo in corrispondenza della fioritura.

## Avversità
Le avversità di natura biologica sono dovute ad attacchi di agenti patogeni, parassiti e fitofagi.
Tra i patogeni si annoverano Colletotrichum trifolii, agente dell'antracnosi, Rhizoctonia violacea, agente del mal vinato; Sclerotinia trifoliorum, agente del mal dello sclerozio; Phytophthora megasperma f. sp. medicaginis, agente del marciume radicale. Questi ultimi tre funghi attaccano la pianta al colletto o alle radici. Il primo colpisce a macchie nel campo portando alla morte dei tessuti ed al diradamento. Pseudopeziza medicaginis è invece agente della maculatura fogliare.
Tra i parassiti vegetali che possono colpire l'erba medica si possono ricordare le cuscute.
Tra i fitofagi si annoverano Phytodecta fornicata e Phytonomus punctatus entrambi colpevoli di gravi perdite quanti-qualitative del foraggio, nonché Subcoccinella vigintiquatuorpunctata.

## Modificazione genetica
L'erba medica Roundup Ready (RRA), una varietà geneticamente modificata, è stata rilasciata in USA da Forage Genetics International nel 2005. Questa è stata sviluppata attraverso l'inserimento di un gene di proprietà della Monsanto Company che conferisce resistenza al glifosato, un erbicida ad ampio spettro, noto anche come Roundup . Sebbene la maggior parte delle piante erbacee e a foglia larga, inclusa l’erba medica ordinaria, vengono uccise dal Roundup, l'erba medica Roundup Ready possono essere diserbati con l’erbicida glifosato, senza danneggiare il raccolto di erba medica.

## Usi
Pianta foraggera per eccellenza, è utilizzata soprattutto come coltura da fieno o per produrre farine zootecniche attraverso disidratazione. Meno frequentemente è impiegata con il pascolamento e raramente per l'insilamento, pratica ormai inutilizzata. L'utilizzo del foraggio fresco sfalciato o pascolato richiede accorgimenti particolari per prevenire l'insorgenza del meteorismo nei ruminanti: in generale si procede ad un preappassimento dell'erba sfalciata o alla presomministrazione di concentrati o foraggi agli animali mandati al pascolo. Tali accorgimenti non sono invece necessari se la medica è coltivata in consociazione con una graminacea.
Come foraggio rappresenta la specie più usata tra le leguminose in quanto presenta un alto tenore proteico e vitaminico (caroteni) e la possibilità di essere conservata, in genere, sotto forma di fieno o farina (sebbene quest'ultima abbia elevati costi energetici per la sua produzione). La farina di medica è classificata a tutti gli effetti tra i concentrati, per il discreto valore proteico, dell'ordine del 20%. Relativamente basso è invece il valore energetico. L'insilamento della medica, poco frequente, necessita di alcuni accorgimenti a causa del basso tenore in glucidi fermentescibili: il preappassimento, tecnica adottata per la produzione del fieno-silo, l'aggiunta di lactobacilli e, soprattutto la consociazione con una graminacea.
È un vegetale azotofissatore (per la presenza del batterio Rhizobium meliloti) e quindi la sua coltivazione produce anche il risultato di arricchire nuovamente il suolo di azoto, in modo naturale, dopo l'impoverimento dato da precedenti coltivazioni di altre famiglie di vegetali. I residui dei suoi apparati radicali inoltre migliorano la permeabilità del suolo.
Il suo successo si deve anche alle caratteristiche del suo ciclo riproduttivo: è capace di autoimpollinazione e dopo 3 mesi dalla semina produce già seme.
Il fiore è visitato dalle api per il nettare, tant'è che in presenza di coltivazioni si riesce a produrre facilmente miele uniflorale, e per il suo polline ad alto contenuto di proteine.

## Proprietà terapeutiche
Contiene 8 enzimi digestivi, fitoestrogeni, 40 diversi bioflavonoidi (con azione antiossidante, antinfiammatoria, rinforzante dei vasi sanguigni), flavoni (rinforzanti dei capillari fragili), glucosidi, alcaloidi (sostegno all'attività antibiotica, antinfiammatori, favoriscono la formazione proteica), aminoacidi, vitamina A, vitamina C, vitamina D, vitamina E, vitamina K, sali minerali, oligoelementi, elevate quantità di clorofilla (ottima per il trattamento delle anemie). È dotata di proprietà deodoranti (clorofilla), antimicrobiche (clorofilla, vitamina A).

## Galleria d'immagini

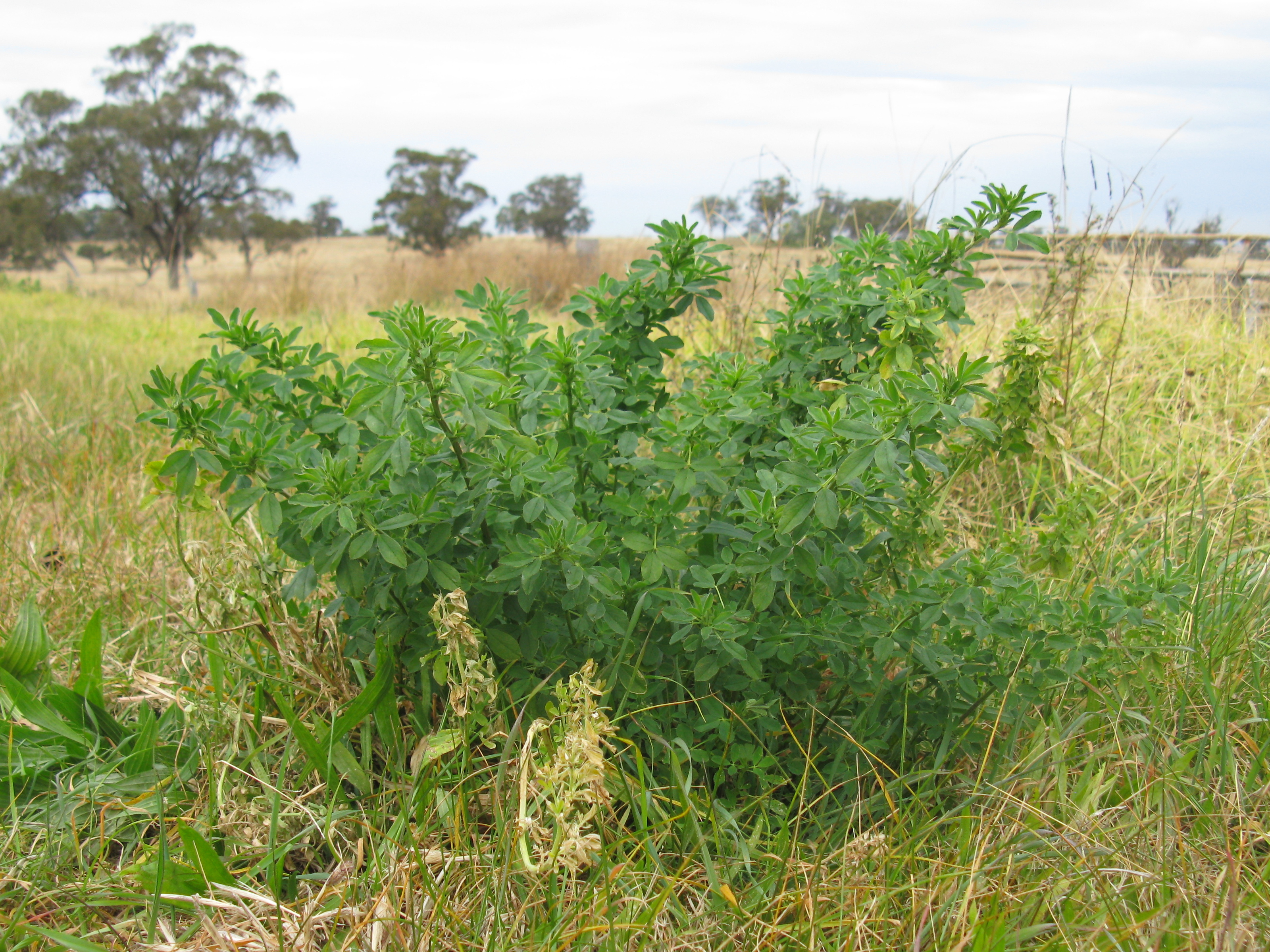
Pianta di erba medica
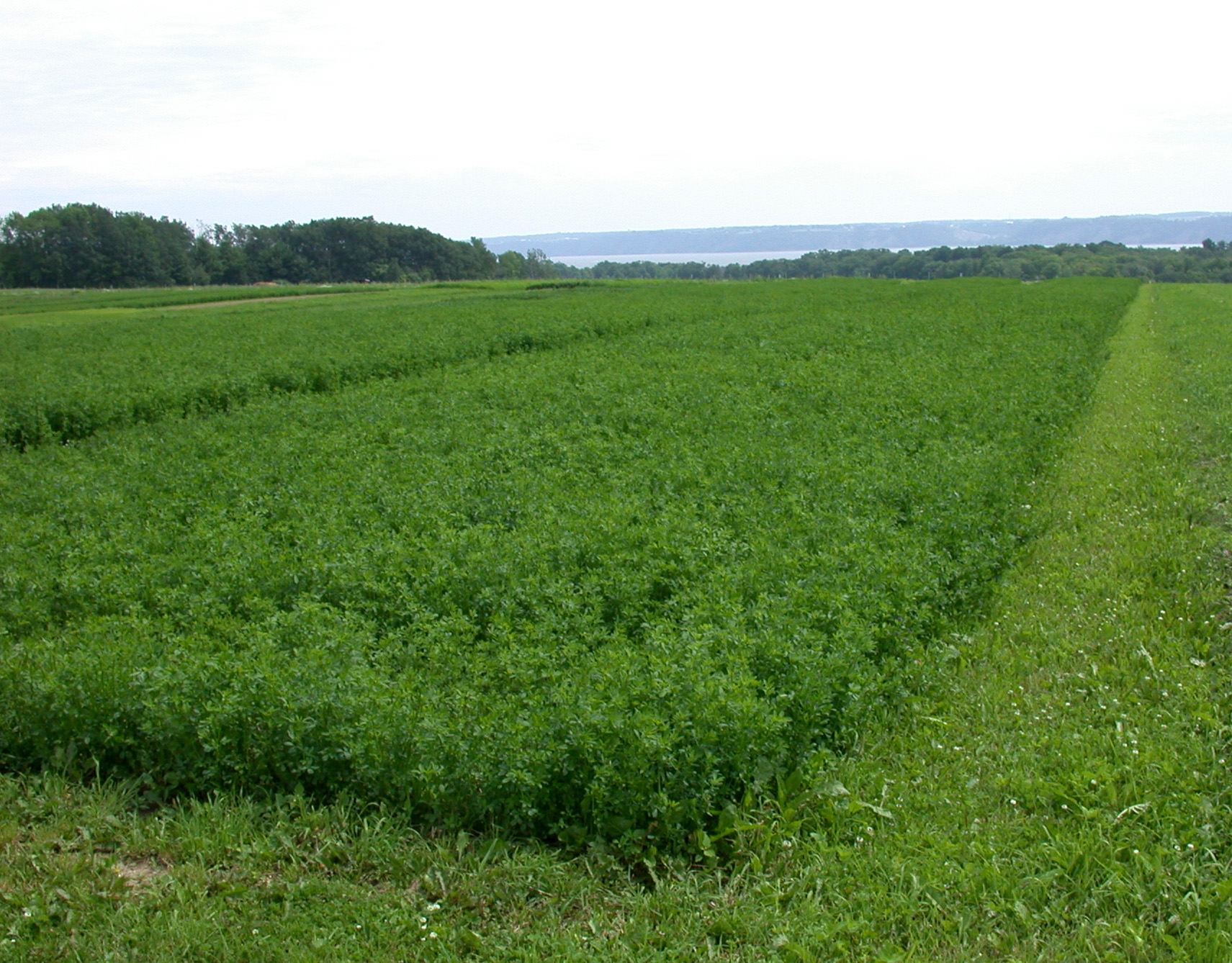
Appezzamento di erba medica
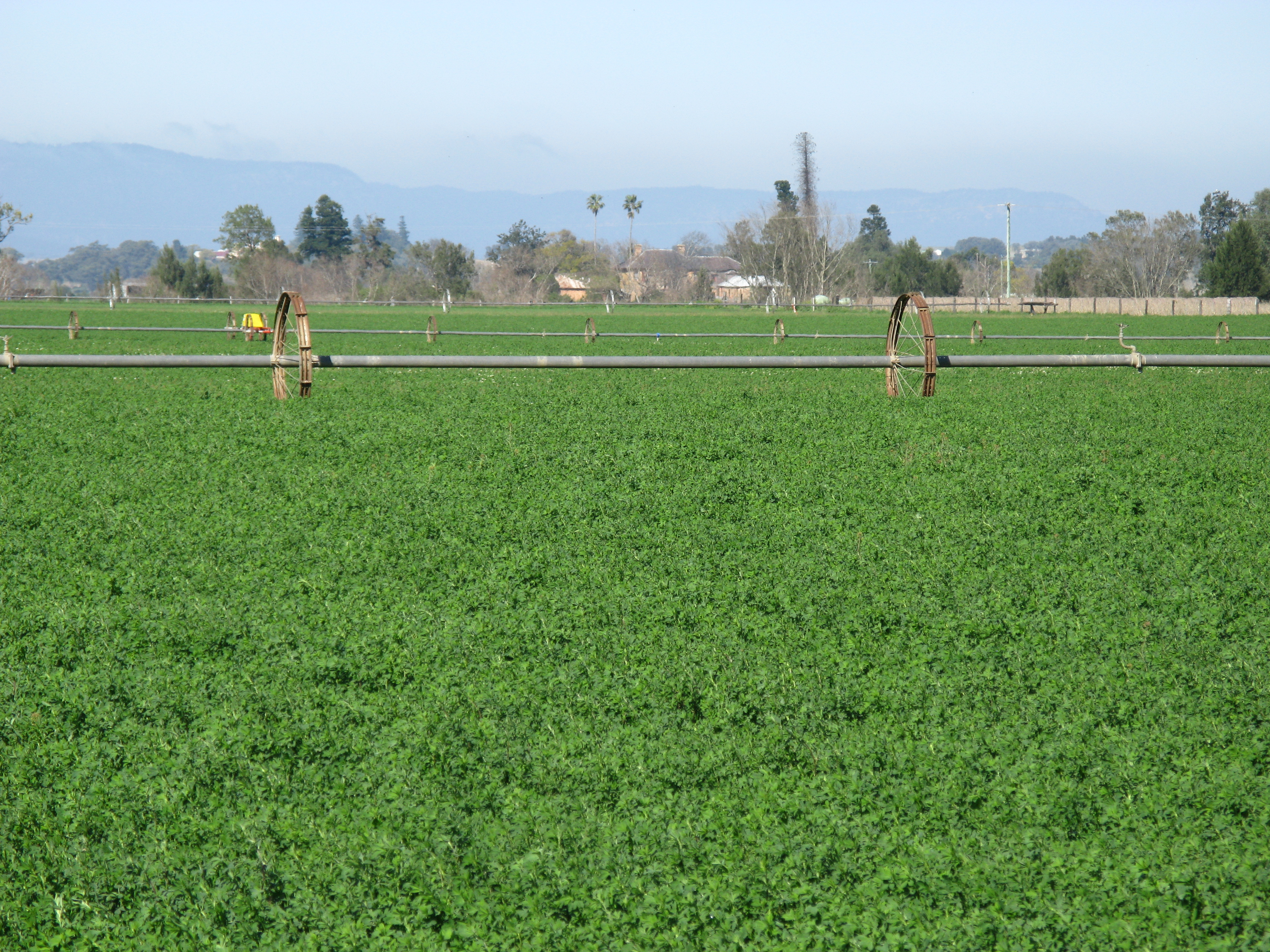
Erba medica irrigata